# Farsala
Farsala (în greacă Φάρσαλα) este un oraș în partea central-estică a Greciei, în prefectura Larisa.